# María Isabel Moreno
Pour les articles homonymes, voir Moreno.
María Isabel Moreno, née le 2 janvier 1981 à Ribes de Freser, est une coureuse cycliste espagnole. Quatre fois championne d'Espagne, elle est contrôlée positive à l'EPO une semaine avant l'ouverture des Jeux olympiques de 2008, durant lesquels elle devait participer à l'épreuve contre-la-montre.

## Palmarès
- 2001
  - 3e du championnat d'Espagne sur route
- 2003
  - Championne d'Europe du contre-la-montre espoirs
  - 3e du championnat d'Espagne du contre-la-montre
- 2005
  -  Championne d'Espagne sur route
  - 3e du championnat d'Espagne du contre-la-montre
  - 3e du Grand Prix International Féminin Les Forges
- 2006
  -  Championne d'Espagne sur route
  - 2e du championnat d'Espagne du contre-la-montre
- 2007
  -  Championne d'Espagne sur route
  -  Championne d'Espagne du contre-la-montre
  - 2e étape du Tour de l'Ardèche
  - Tour de l'Ardèche
  - 3e du Tour d'Italie
- 2008
  - 3e étape de la Vuelta a Occidente
  - 3e de la Vuelta a Occidente
  - 3e du Tour du Salvador